# Aileu-Kette
Die Aileu-Kette ist ein Gebirgszug in Osttimor. Er erstreckt sich vom Osten Ermeras, über Aileu bis in den Süden von Manatuto. Südlich liegen die Ramelau-Berge, nördlich das Küstengebirge. Den höchsten Punkt bildet der Foho Olopana mit 1791 m. In der Nähe liegt zwischen den Bergen der See Lehumo. Im Osten sinkt die Meereshöhe auf 900 m bis 1200 m. Von Nord nach Ost durchbrechen Täler die Bergketten, durch die Flüsse Richtung Norden abfließen.